# Dead Man’s Cave
Dead Man’s Cave (auch Anston Stones Wood oder Anston Stones Gorge genannt) ist eine Höhle in North Anston, östlich von Sheffield in South Yorkshire in England.
Anston Stones Gorge ist ein von Klippen umgebenes Tal am Rande des Dorfes North Anston. Hoch oben an der nach Süden ausgerichteten Klippe liegt die Dead Man’s Cave. George White grub hier 1967–1968 aus, gefolgt von Paul Mellars.
Die gefundenen Artefakte, Messer und Klingen aus Feuerstein, sind ähnlich denen aus den Creswell Crags zwischen Derbyshire und Nottinghamshire. Jäger und Sammler haben die Höhle vor 12.000 Jahren als temporäres Lager genutzt.
Die in den Ablagerungen geborgenen Knochen sind unterschiedlichen Alters, einschließlich sehr neuer Materialien. Die Knochen der Eiszeit gehören zu Wildpferden und Rentieren. Die Radiocarbondaten belegen, dass Rentiere noch nach der letzten Eiszeit vor etwa 10.000 Jahren in dem Gebiet lebten.
Dead Man’s Cave heißt auch ein Roman von James Gallahan.